# Дубровка (Кузьмичское сельское поселение)
Дубровка — деревня в Ершичском районе Смоленской области России. Входит в состав Кузьмичского сельского поселения. Население — 32 жителя (2007 год). 
Расположена в южной части области в 14 км к юго-западу от Ершичей, в 34 км южнее автодороги А101 Москва — Варшава («Старая Польская» или «Варшавка»), на берегу реки Коренная. В 30 км севернее деревни расположена железнодорожная станция Понятовка на линии Рославль — Кричев. 

## История
В годы Великой Отечественной войны деревня была оккупирована гитлеровскими войсками в августе 1941 года, освобождена в сентябре 1943 года.